# Wildkarspitze (bergstopp i Österrike, Tyrolen)
Wildkarspitze är en bergstopp i Österrike.   Den ligger i distriktet Kufstein och förbundslandet Tyrolen, i den centrala delen av landet, 300 km väster om huvudstaden Wien. Toppen på Wildkarspitze är 1 961 meter över havet, eller 43 meter över den omgivande terrängen. Bredden vid basen är 0,22 km.
Terrängen runt Wildkarspitze är bergig åt sydost, men åt nordväst är den kuperad. Närmaste större samhälle är Hopfgarten im Brixental, 11,9 km nordost om Wildkarspitze. 
I omgivningarna runt Wildkarspitze växer i huvudsak blandskog. Runt Wildkarspitze är det ganska tätbefolkat, med 52 invånare per kvadratkilometer.